# Boras (comuna)
Boras ou Boros, mais conhecida em português pelo nome original Borås ( PRONÚNCIA; em sueco: oficialmente Borås kommun e vulgarmente Borås Stad) é uma comuna da Suécia pertencente ao condado da Västra Götaland, situado no sul da Suécia. 
Sua capital é a cidade de Boras. 
Possui 910 quilômetros quadrados e segundo censo de 2022, havia 114 445 habitantes. 

## Localidades principais
Localidades com mais população da comuna (2020): 
| # | Localidade |
| - | ---------- |
| 1 | Borås      |
| 2 | Sandared   |
| 3 | Fristad    |
| 4 | Viskafors  |
| 5 | Dalsjöfors |
| 6 | Gånghester |
| 7 | Rydboholm  |

## Turismo
Alguns destinos mais procurados atualmente são:
- Jardim Zoológico de Boras (Borås djurpark)
- Museu do Têxtil (Textilmuseet)
- Arena de Boras (Borås Arena)
- Piscina do Parque da Cidade de Boras
- Piscina de Alideberga
- Museu de Boras
- Museu de Arte de Boras
- Igreja de Hedared em Hedared